# Eutímides (pintor)
Eutímides (en llatí Euthymides, en grec antic Εὐθυμίδης) fou un decorador i pintor de vasos de ceràmica atenenc el nom del qual apareix sovint en objectes recuperats de vaixells enfonsats davant d'Àdria, al riu Po, i a Volci. Principalment actiu entre 515 i 500 aC.
Va ser un dels pioners en la introducció de l'estil conegut com a Ceràmica de figures vermelles.